# Vikingligr Veldi
Vikingligr Veldi es el primer álbum de larga duración de la banda de Black metal, Enslaved. Fue lanzado en 1994 por la discografía de Euronymous de Mayhem, Deathlike Silence Productions. El disco está dedicado a Euronymous.

## Lista de canciones
1. "Lifandi Liv Undir Hamri" – 11:31
2. "Vetrarnótt"– 10:58
3. "Midgards Eldar" – 11:16
4. "Heimdallr" – 6:15
5. "Norvegr" – 10:56

## Créditos
- Grutle Kjellson – bajo, guitarra y voces.
- Ivar Bjørnson – guitarra, piano y teclados.
- Trym Torson – batería